# 左家坞镇
左家坞镇，是中华人民共和国河北省唐山市丰润区下辖的一个乡镇级行政单位。

## 行政区划
左家坞镇下辖以下地区：
左家坞村、城北寨村、叩甲寨村、杨古塔村、石窝村、山头庄村、西凹凸村、才庄村、北凹凸村、东凹凸村、新王庄村、王务庄村、北张庄子村、果家峪村、古仁庄村、于庄子村、大松林村、小松林村、北大港村、前大港村、银子山村、南夏庄村、北夏庄村、党家山村、北沟村、狼儿峪村、大旺庄村、仰山村和石家峪村。